# Barnkonventionen
Barnkonventionen, formellt Förenta nationernas konvention om barnets rättigheter, är en traktat som antogs av FN:s generalförsamling den 20 november 1989 och utgör en del av folkrätten. 196 länder har ratificerat konventionen.
Barnkonventionen ger en universell definition av vilka rättigheter barn har, och stipulerar vad som borde gälla för alla barn i hela världen. Definitionen ska gälla i alla samhällen, oavsett kultur, religion eller andra särdrag. Konventionen handlar om det enskilda barnets rättigheter. Varje människa under 18 år räknas som barn, om man inte blir myndig tidigare enligt den nationella lagstiftningen.

## Sverige
I juni 2018 röstade en majoritet i riksdagen för regeringens förslag att göra FN:s konvention om barnets rättigheter till svensk lag. Beslutet innebär ett förtydligande av att domstolar och rättstillämpare ska beakta de rättigheter som följer av barnkonventionen. Barnets rättigheter ska beaktas vid avvägningar och bedömningar som görs i beslutsprocesser i mål och ärenden som rör barn. En inkorporering av barnkonventionen bidrar till att synliggöra barnets rättigheter. Det är ett sätt att skapa en grund för ett mer barnrättsbaserat synsätt i all offentlig verksamhet. Lagen trädde i kraft den 1 januari 2020.

### Kritik i Sverige
Republikanska Föreningen reste frågan om hur den svenska monarkin strider mot flera av barnkonventionens artiklar. 
"Barnkonventionens 14:e artikel säger att alla ”barn har rätt att utöva vilken religion de vill, eller ingen alls.” Hur kan vi säkerställa detta när successionsordningens fjärde paragraf säger att statschefen måste vara ”av den rena evangeliska läran” och att ”sålunda skola ock prinsar och prinsessor av det kungl. huset uppfödas i samma lära”? Det kungliga religionstvånget är ett uppenbart brott mot barnkonventionens religionsfrihet.
Artikel 13 i barnkonventionen ger barn rätt till ”yttrandefrihet; att tänka, tycka och uttrycka sina åsikter”. Samtidigt har vi en kungafamilj som inte tillåts uttala sig i frågor som rör politik eller som det i övrigt inte råder konsensus kring i samhället."
När det gäller asyl och andra migrationsärenden finns en konflikt mellan barnkonventionen och utlänningslagen. En intresseavvägning ska göras, där barnets bästa ska väga tungt men inte ensamt vara utslagsgivande. Hur denna avvägning ska göras är inte tydligt.  För dem som sökt asyl som ensamkommande barn har Migrationsverket formulerat rättsliga ställningstaganden som i praktiken omintetgör gällande lag eller dess intentioner. Även för andra grupper av barn har civilsamhällesorganisationer och barnrättsexperter framfört kritik mot att migratonsmyndigheterna inte följer barnkonventionen.

## Historia
Det finns en historia att värna barnen i olika former, med lagar, traktater och deklarationer. 6 september 1924 antog NF en deklaration om barns rättigheter, som innehöll fem punkter. Den kom att kallas genevedeklarationen. Rädda barnen antog 1923 en liknande deklaration. 

## 41 sakartiklar
Barnkonventionen innehåller 54 artiklar, varav 41 är ”sakartiklar” vilka slår fast vilka rättigheter varje barn ska ha. Resten av artiklarna handlar om hur staterna skall arbeta med konventionen. Sakartiklarna ska läsas som en helhet. Det går med andra ord inte att lyfta ut en sakartikel och läsa den helt skild från de andra. Man brukar säga att konventionen är ”hel och odelbar”.

## Fyra huvudprinciper
Fyra av sakartiklarna i barnkonventionen är vägledande för hur helheten ska tolkas. Artikel 2, 3, 6 och 12 kallas för de fyra huvudprinciperna. När man läser alla övriga artiklar ska man läsa dem med huvudprinciperna ”som glasögon”.
- Artikel 2 slår fast att alla barn har samma grundläggande rättigheter och lika värde. Ingen får diskrimineras. Barnkonventionen gäller för alla barn som befinner sig i ett land som har ratificerat den.

- Artikel 3 anger att det är barnets bästa som ska komma i främsta rummet vid alla åtgärder som rör barnet. Begreppet ”barnets bästa” är konventionens grundpelare och har analyserats mer än något annat begrepp i barnkonventionen. Vad som är barnets bästa måste avgöras i varje enskilt fall.

- Artikel 6 säger att varje barn har rätt att överleva, leva och utvecklas. Artikeln handlar inte bara om barnets fysiska hälsa utan också om den andliga, moraliska, psykiska och sociala utvecklingen.

- Artikel 12 handlar om barnets rätt att uttrycka sina åsikter och få dem beaktade i alla frågor som berör dem. När åsikterna beaktas ska hänsyn tas till barnets ålder och mognad.

## Del av folkrätten
Barnkonventionen är en del av folkrätten, men handlingar som inte är förenliga med barnkonventionen förs inte upp i någon internationell domstol. Kritik och påtryckningar är egentligen de enda sanktioner som finns att tillgå när ett land inte lever upp till det som står i barnkonventionen.
Staterna som ratificerat konventionen rapporterar till FN:s barnrättskommitté i Genève. Sverige har hittills (2018) lämnat fem rapporter.
USA:s regering hade en aktiv roll i utarbetandet av konventionen och undertecknade den den 16 februari 1995, men har inte ratificerat den. Sedan både Somalia och Sydsudan ratificerat konventionen 2015 är USA numer det enda landet inom FN som inte ratificerat konventionen.
Saudiarabien som skrivit under konventionen har ett förbehåll att då deras lagar står i konflikt med konventionen skall konventionen inte åhöras. I praktiken betyder det att de inte avser följa konventionen.